# Nikolaj Gribin
Nikolaj Petrovitj Gribin (russisk: Николай Петрович Грибин ; født 16. december 1940 i Moskva) var en sovjetisk KGB-officer der virkede i Danmark.
Blandt de danskere han havde kontakt til var fotografen Jacob Holdt og SF-politikeren Pelle Voigt.